# Liste der Baudenkmäler in Sachsenkam

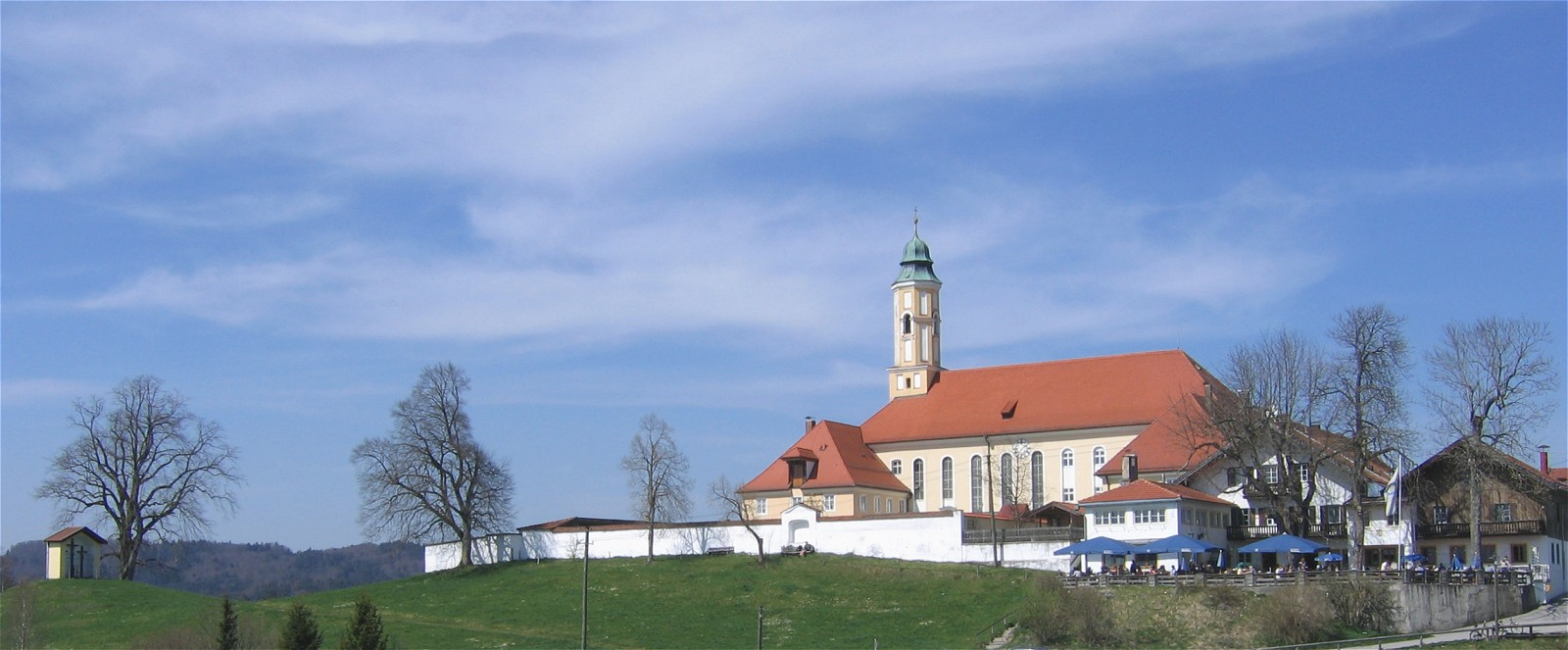
Kloster Reutberg

Auf dieser Seite sind die Baudenkmäler in der oberbayerischen Gemeinde Sachsenkam zusammengestellt. Diese Tabelle ist eine Teilliste der Liste der Baudenkmäler in Bayern. Grundlage ist die Bayerische Denkmalliste, die auf Basis des Bayerischen Denkmalschutzgesetzes vom 1. Oktober 1973 erstmals erstellt wurde und seither durch das Bayerische Landesamt für Denkmalpflege geführt wird. Die folgenden Angaben ersetzen nicht die rechtsverbindliche Auskunft der Denkmalschutzbehörde.

## Baudenkmäler nach Ortsteilen

### Sachsenkam
| Lage                             | Objekt                                             | Beschreibung | Akten-Nr.              | Bild                                               |
| -------------------------------- | -------------------------------------------------- | --- | ---------------------- | -------------------------------------------------- |
| Ahornstraße 5 (Standort)         | Bauernhaus                                         | Flachsatteldachbau mit Blockbau-Obergeschoss, zweiseitiger Laube und teilverschalter Giebellaube, 2. Hälfte 18. Jahrhundert        | D-1-73-141-3 Wikidata  | Bauernhaus                                         |
| Bergstraße 5 (Standort)          | Bauernhaus                                         | Flachsatteldachbau mit Blockbau-Obergeschoss, zweiseitiger Laube und teilverschalter Giebellaube, letztes Viertel 18. Jahrhundert  | D-1-73-141-6 Wikidata  | Bauernhaus                                         |
| Bergstraße 6 (Standort)          | Ehemaliges Bauernhaus                              | zweigeschossiger Flachsatteldachbau mit Kniestock und Balkon am verbretterten Giebelfeld, Mitte 19. Jahrhundert                    | D-1-73-141-7 Wikidata  | Ehemaliges Bauernhaus                              |
| Holzkirchner Straße 4 (Standort) | Ehemaliges Kleinbauernhaus (Hoisn)                 | Flachsatteldachbau mit Blockbau-Obergeschoss, zweiseitiger Bretterlaube und Mittertenne, 1. Hälfte 17. Jahrhundert                 | D-1-73-141-8 Wikidata  | Ehemaliges Kleinbauernhaus (Hoisn)                 |
| Kirchbichler Straße 9 (Standort) | Ehemaliges Kleinbauernhaus                         | Flachsatteldachbau mit verschaltem Blockbau-Obergeschoss und traufseitiger Laube, 2. Hälfte 18. Jahrhundert                        | D-1-73-141-11 Wikidata | weitere Bilder                                     |
| Kirchstraße 6 (Standort)         | Katholische Pfarrkirche St. Andreas                | barockisierter Saalbau mit eingezogenem Chor und südlichem Spitzhelmturm, im Kern spätgotisch, 1787 umgestaltet; mit Ausstattung   | D-1-73-141-1           | weitere Bilder                                     |
| Raiffeisenstraße 5 (Standort)    | Wohnteil eines ehemaligen Bauernhauses             | Flachsatteldachbau mit Blockbau-Obergeschoss, traufseitiger Laube und verbrettertem Giebel, Mitte 17. Jahrhundert                  | D-1-73-141-15 Wikidata | Wohnteil eines ehemaligen Bauernhauses             |
| Wallbergstraße (Standort)        | Ehemalige Pestkapelle, sog. Dreifaltigkeitskapelle | hoher Steildachbau mit dreiseitigem Chorschluss und verbrettertem Giebelfeld, 2. Hälfte 17. Jahrhundert; mit Ausstattung           | D-1-73-141-2 Wikidata  | Ehemalige Pestkapelle, sog. Dreifaltigkeitskapelle |
| Winzerer Straße 1 (Standort)     | Bauernhaus (Heißkegel)                             | zweigeschossiger putzgegliederter Flachsatteldachbau mit giebelseitigen Balkons und durchfenstertem Kniestock, bezeichnet mit 1900 | D-1-73-141-18 Wikidata | weitere Bilder                                     |

### Reutberg
| Lage                     | Objekt                            | Beschreibung | Akten-Nr.              | Bild           |
| ------------------------ | --------------------------------- | --- | ---------------------- | -------------- |
| Am Reutberg 1 (Standort) | Franziskanerinnenkloster Reutberg | Katholische Kloster- und Wallfahrtskirche Mariä Verkündigung, barocker Saalraum mit tonnengewölbtem Loretokapellen-Altarhaus und westlichem Turm, wohl von Gebhard Westermayr, 1733–35; mit Ausstattung; Konventsgebäude, zweigeschossige dreiflügelige Anlage mit Walmdächern, von Gebhard Westermayer, 1729–35; mit Ausstattung; Klostergartenmauer, verputzt, um 1735 | D-1-73-141-19 Wikidata | weitere Bilder |
| in Reutberg (Standort)   | Bildstock                         | Flachsatteldachhaus mit Kreuzigungsgruppe in rundbogiger Nische, 1. Hälfte 18. Jahrhundert; mit Ausstattung | D-1-73-141-20 Wikidata | weitere Bilder |

## Ehemalige Baudenkmäler
In diesem Abschnitt sind Objekte aufgeführt, die früher einmal in der Denkmalliste eingetragen waren, jetzt aber nicht mehr. Objekte, die in anderem Zusammenhang also z. B. als Teil eines Baudenkmals weiter eingetragen sind, sollen hier nicht aufgeführt werden. Aktennummern in diesem Abschnitt sind ehemalige, jetzt nicht mehr gültige Aktennummern.

| Lage                                          | Objekt                                                     | Beschreibung | Akten-Nr.              | Bild                                                       |
| --------------------------------------------- | ---------------------------------------------------------- | --- | ---------------------- | ---------------------------------------------------------- |
| Sachsenkam Raiffeisenstraße 2, 2 a (Standort) | Wohnteil eines ehemaligen Kleinbauernhauseses (Mühlberger) | zweigeschossiger Blockbau mit Flachsatteldach, traufseitiger Laube und verbrettertem Giebel, 2. Hälfte 17. Jahrhundert | D-1-73-141-13 Wikidata | Wohnteil eines ehemaligen Kleinbauernhauseses (Mühlberger) |
| Sachsenkam Raiffeisenstraße 3 (Standort)      | Wohnteil eines ehemaligen Einfirsthofes (Weißn)            | Flachsatteldachbau mit Blockbau-Obergeschoss und zweiseitiger Laube, im Kern 18. Jahrhundert, Dach neu                 | D-1-73-141-14 Wikidata | Wohnteil eines ehemaligen Einfirsthofes (Weißn)            |